# فرانك هاريس (كاتب)
فرانك هاريس (بالإنجليزية: Frank Harris)‏ (و. 1856 – 1931 م) هو كاتب وناشر (حرفة)، وصحفي، ومونتير من المملكة المتحدة، وجمهورية أيرلندا، والولايات المتحدة، ولد في غالواي، توفي في نيسعن عمر يناهز 75 عاماً، بسبب نوبة قلبية.

## التعليم
تعلم في جامعة كانساس.

## وصلات خارجية
- فرانك هاريس على موقع IMDb (الإنجليزية)
- فرانك هاريس على موقع الموسوعة البريطانية (الإنجليزية)
- فرانك هاريس على موقع أول موفي (الإنجليزية)
- فرانك هاريس على موقع إن إن دي بي (الإنجليزية)